# Campionato Italiano Supermoto
Il Campionato Italiano Supermoto nasce nel 1999 (l'anno prima esisteva solo in forma di coppa), due categorie: Sport (450cm³) e Prestige (Open). Il maggior numero di campionati vinti è di Ivan Lazzarini.
Dal 2001 le classifiche delle due categorie di campionato sono divise in Italiano S1/S2 (che comprende i soli piloti italiani iscritti al campionato) e Internazionale d'Italia (che comprende tutti i piloti iscritti, anche gli stranieri) per non penalizzare troppo i piloti di casa, per un totale di 4 differenti classifiche finali. Dal 2008 sono accostate altre due nuove categorie, S4 e S5, meno costose, per piloti meno esperti, con obbligo di gommatura stradale. Dal 2009 gli Internazionali d'Italia tornano a essere racchiusi in una sola classifica mista come dal 2001 al 2004, comprendente i migliori 16 piloti di S1 e S2.
Nel 2010 una nuova classificazione crea la categoria S1 valevole come Internazionali d'Italia a cilindrata unica 450 cm³, la categoria Open per soli piloti italiani (esclusi i migliori 10 di S1 e S2 nel 2009) a cilindrata libera valevole come Campionato Italiano, e la Coppa Italia Open per piloti italiani amatori (esclusi i migliori 5 di S4 e S5 nel 2009) anch'essa a cilindrata libera.
Torna anche la categoria junior (soppressa nel 2008) per moto 50 cm³ 2t e 125 cm³ 4t nel 2010 (Coppa Young), che viene modificata in 125 cm³ 2t e 250 cm³ 4t nel 2011 (Trofeo Junior). Essa si disputa nell'arco di 3 dei 6 appuntamenti del Campionato Italiano Supermoto.
Dal 2012 il Trofeo Junior viene promosso a Campionato Italiano con il nome S3, e gli Internazionali d'Italia S1 divengono Supermoto International Series, con una tappa del campionato che si disputa fuori dai confini italiani, all'Alpe d'Huez, in Francia.
Dal 2008 al 2009 vige tale denominazione delle categorie:
- S1: ex-Sport, 175-250 2t e 290-450 4t (piloti professionisti);
- S2: ex-Prestige, 475-750 2t e 4t (piloti professionisti);
- S4: 175-250 2t e 290-450 4t, obbligo di gomme stradali e cerchi anteriori da 17" (piloti non professionisti);
- S5: 475-750 2t e 4t, obbligo di gomme stradali e cerchi anteriori da 17" (piloti non professionisti).

Dal 2010 si ha una nuova classificazione:
- S1: 175-250 2t e 290-450 4t, per piloti professionisti italiani e stranieri (Supermoto International Series dal 2012);
- Open: 175-750 2t e 4t, per piloti italiani non professionisti (S2 dal 2012);
- Coppa: 175-750 2t e 4t, per piloti italiani amatori.

## Campioni d'Italia

### Campioni International Series
Dal 2001 al 2011 Internazionali d'Italia
| Anno | Superider             | Paese               | Moto      | Classe            |  | Anno | Superider       | Paese              | Moto      | Classe          |
| ---- | --------------------- | ------------------- | --------- | ----------------- |  | ---- | --------------- | ------------------ | --------- | --------------- |
| 2011 | Thomas Chareyre       | Francia (bandiera)  | TM        | classe unica S1   |  |      |                 |                    |           |                 |
| 2010 | Thomas Chareyre       | Francia (bandiera)  | TM        | classe unica S1   |  |      |                 |                    |           |                 |
| 2009 | Ivan Lazzarini        | Italia (bandiera)   | Honda     | classe unica Open |  |      |                 |                    |           |                 |
| 2008 | Ivan Lazzarini        | Italia (bandiera)   | Aprilia   | S1 (450 cc)       |  | 2008 | Adrien Chareyre | Francia (bandiera) | Husqvarna | S2 (Open)       |
| 2007 | Bernd Hiemer          | Germania (bandiera) | KTM       | S1 (450 cc)       |  | 2007 | Gerald Delepine | Belgio (bandiera)  | Husqvarna | S2 (Open)       |
| 2006 | Thierry Van Den Bosch | Francia (bandiera)  | Aprilia   | Sport (450 cc)    |  | 2006 | Ivan Lazzarini  | Italia (bandiera)  | Husqvarna | Prestige (Open) |
| 2005 | Eddy Seel             | Belgio (bandiera)   | Husqvarna | Sport (450 cc)    |  | 2005 | Gerald Delepine | Belgio (bandiera)  | Husqvarna | Prestige (Open) |
| 2004 | Eddy Seel             | Belgio (bandiera)   | Husqvarna | classe unica Open |  |      |                 |                    |           |                 |
| 2003 | Eddy Seel             | Belgio (bandiera)   | Husqvarna | classe unica Open |  |      |                 |                    |           |                 |
| 2002 | Max Manzo             | Italia (bandiera)   | Husqvarna | classe unica Open |  |      |                 |                    |           |                 |
| 2001 | Eddy Seel             | Belgio (bandiera)   | Husqvarna | classe unica Open |  |      |                 |                    |           |                 |

### Campioni Italiani
Nel 1998 con valenza di coppa; dal 2001 classifiche separate per piloti italiani
| Anno | Superider        | Paese              | Moto      | Classe         |  | Anno | Superider      | Paese              | Moto      | Classe          |
| ---- | ---------------- | ------------------ | --------- | -------------- |  | ---- | -------------- | ------------------ | --------- | --------------- |
| 2014 | Ivan Lazzarini   | Italia (bandiera)  | Honda     | S1 (450 cc)    |  |      |                |                    |           |                 |
| 2013 | Ivan Lazzarini   | Italia (bandiera)  | Honda     | S1 (450 cc)    |  |      |                |                    |           |                 |
| 2012 | Ivan Lazzarini   | Italia (bandiera)  | Honda     | S1 (450 cc)    |  |      |                |                    |           |                 |
| 2011 | Ivan Lazzarini   | Italia (bandiera)  | Honda     | S1 (450 cc)    |  |      |                |                    |           |                 |
| 2010 | Ivan Lazzarini   | Italia (bandiera)  | Honda     | S1 (450 cc)    |  |      |                |                    |           |                 |
| 2009 | Ivan Lazzarini   | Italia (bandiera)  | Honda     | S1 (450 cc)    |  | 2009 | Davide Gozzini | Italia (bandiera)  | TM        | S2 (Open)       |
| 2008 | Ivan Lazzarini   | Italia (bandiera)  | Aprilia   | S1 (450 cc)    |  | 2008 | Davide Gozzini | Italia (bandiera)  | TM        | S2 (Open)       |
| 2007 | Fabio Balducci   | Italia (bandiera)  | TM        | S1 (450 cc)    |  | 2007 | Davide Gozzini | Italia (bandiera)  | TM        | S2 (Open)       |
| 2006 | Massimo Beltrami | Italia (bandiera)  | Honda     | Sport (450 cc) |  | 2006 | Ivan Lazzarini | Italia (bandiera)  | Husqvarna | Prestige (Open) |
| 2005 | Max Verderosa    | Italia (bandiera)  | Honda     | Sport (450 cc) |  | 2005 | Ivan Lazzarini | Italia (bandiera)  | Husqvarna | Prestige (Open) |
| 2004 | Fabio Balducci   | Italia (bandiera)  | TM        | Sport (450 cc) |  | 2004 | Ivan Lazzarini | Italia (bandiera)  | KTM       | Prestige (Open) |
| 2003 | Max Verderosa    | Italia (bandiera)  | Honda     | Sport (450 cc) |  | 2003 | Ivan Lazzarini | Italia (bandiera)  | Husaberg  | Prestige (Open) |
| 2002 | Massimo Beltrami | Italia (bandiera)  | Honda     | Sport (450 cc) |  | 2002 | Max Manzo      | Italia (bandiera)  | Husqvarna | Prestige (Open) |
| 2001 | Max Manzo        | Italia (bandiera)  | Husqvarna | Sport (450 cc) |  | 2001 | Fabio Farioli  | Italia (bandiera)  | KTM       | Prestige (Open) |
| 2000 | Boris Chambon    | Francia (bandiera) | Husqvarna | Sport (450 cc) |  | 2000 | Boris Chambon  | Francia (bandiera) | Husqvarna | Prestige (Open) |
| 1999 | Olivier Girard   | Francia (bandiera) | Kramit    | Sport (450 cc) |  | 1999 | Boris Chambon  | Francia (bandiera) | Husqvarna | Prestige (Open) |
| 1998 | Olivier Girard   | Francia (bandiera) | Kramit    | Sport (450 cc) |  | 1998 | William Rubio  | Francia (bandiera) | Husqvarna | Prestige (Open) |

### Vincitori di Coppa non professionisti
Dal 2010 S2/Open per piloti non professionisti e Coppa Italia per amatori
| Anno | Superider             | Paese             | Moto     | Classe       |  | Anno | Superider        | Paese             | Moto   | Classe       |
| ---- | --------------------- | ----------------- | -------- | ------------ |  | ---- | ---------------- | ----------------- | ------ | ------------ |
| 2011 | Alessandro Tognaccini | Italia (bandiera) | KTM      | Open         |  | 2011 | Paolo Terraneo   | Italia (bandiera) | Yamaha | Coppa Italia |
| 2010 | Luca D'Addato         | Italia (bandiera) | Honda    | Open         |  | 2010 | Diego Monticelli | Italia (bandiera) | Honda  | Coppa Italia |
| 2009 | Marco Animento        | Italia (bandiera) | Kawasaki | S4 (450 cc)  |  | 2009 | Mattia Martella  | Italia (bandiera) | KTM    | S5 (Open)    |
| 2008 | Massimiliano Porfiri  | Italia (bandiera) | Honda    | S4 (450 cc)  |  | 2008 | Roberto Costa    | Italia (bandiera) | KTM    | S5 (Open)    |
| 2007 | Roberto Costa         | Italia (bandiera) | KTM      | Coppa Italia |  |      |                  |                   |        |              |
| 2006 | Ermanno Bastianini    | Italia (bandiera) | Honda    | Coppa Italia |  |      |                  |                   |        |              |

### Campioni Italiani Junior
Soppressa tra il 2008 e 2009
| Anno | Superider          | Paese             | Moto   | Classe                  |
| ---- | ------------------ | ----------------- | ------ | ----------------------- |
| 2012 | Edoardo Gente      | Italia (bandiera) | Yamaha | Trofeo Junior (250 cc)) |
| 2011 | Edoardo Gente      | Italia (bandiera) | Yamaha | Trofeo Junior (250 cc)  |
| 2010 | Lorenzo Promutico  | Italia (bandiera) | Honda  | Coppa Young (125 cc)    |
| 2007 | Elia Sammartin     | Italia (bandiera) | KTM    | Junior (250 cc)         |
| 2006 | Riccardo Cavazzana | Italia (bandiera) | KTM    | Junior (250 cc)         |
| 2005 | Robert Oprandi     | Italia (bandiera) | Honda  | Runner Cup (125 cc)     |
| 2004 | Luca D'Addato      | Italia (bandiera) | TM     | Runner Cup (125 cc)     |